# 海陵区
海陵区（かいりょう-く）は中華人民共和国江蘇省泰州市に位置する市轄区。

## 行政区画
- 街道:城東街道、城西街道、城南街道、城中街道、城北街道、京泰路街道、紅旗街道、鳳凰街道、寺巷街道、明珠街道
- 鎮:九竜鎮、罡楊鎮、蘇陳鎮、華港鎮

## 宗教施設
- 臨湖禅院